# Kirill Kolpakov
Kirill Kolpakov (* 19. Juli 1982) ist ein ehemaliger estnischer Eishockeyspieler, der insgesamt für ein Dutzend verschiedene Vereine in Estland, aber auch im Ausland spielte.

## Karriere
Kirill Kolpakov begann seine Karriere als Eishockeyspieler in der Jugendabteilung des HK Narva 2000, für den er als 17-Jähriger in der Meistriliiga debütierte und mit dem er 2001 estnischer Landesmeister wurde. Anschließend wechselte er zum HK Riga 2000, den er aber bereits nach einem Jahr verließ, um erstmals nach Schweden zu gehen, wo er für den Rönnängs IK in der viertklassigen schwedischen Division 2 spielte. In den folgenden Jahren spielte er im schnellen Wechsel in Belarus für den HK Brest, in der estnischen Heimat für die Tallinn Stars und die Tartu Big Diamonds, in Schweden für den Svegs IK, den AIK Härnösand, Tyringe SoSS, den Nynäshamns IF, mit dem er 2009 aus der Division 2 in die drittklassige Division 1 aufstieg und den Boro/Vetlanda HC, im Vereinigten Königreich für die Chelmsford Chieftains und in Lettland für den ASK Ogre. Nach der Spielzeit 2012/13, die er in Nynäshamn verbracht hatte, beendete er seine Karriere.

### International
Im Juniorenbereich nahm Kolpakov für Estland an den U18-Weltmeisterschaften der Europa-Division 1 1999 und 2000 sowie der U20-C-Weltmeisterschaft 2000, der U20-Weltmeisterschaft der Division II 2001 und der U20-Weltmeisterschaft der Division III 2002 teil.
Für die Herren-Nationalmannschaft spielte er zunächst bei der B-Weltmeisterschaft 2000. Nach der Umstellung auf das heutige Divisionensystem nahm er an den Weltmeisterschaften der Division I 2003, 2004, 2005, 2006, 2007 und 2008 sowie der Division II 2002, 2009 und 2010 teil. Zudem vertrat er seine Farben bei der Qualifikation für die Olympischen Winterspiele 2006 in Turin.

## Erfolge und Auszeichnungen
- 2001 Estnischer Meister mit dem HK Narva 2000
- 2002 Aufstieg in die Division I, Gruppe B, bei der Weltmeisterschaft der Division II, Gruppe A
- 2002 Aufstieg in die Division II bei der U20-Weltmeisterschaft der Division III
- 2009 Aufstieg in die schwedische Division 1 mit dem Nynäshamns IF
- 2010 Aufstieg in die Division I, Gruppe B, bei der Weltmeisterschaft der Division II, Gruppe B